# Junko (ö i Lojo sjö)
Junko är en ö i Finland. Den ligger i sjön Lojo sjö och i kommunen Lojo i den ekonomiska regionen Helsingfors och landskapet Nyland, i den södra delen av landet, 50 km väster om huvudstaden Helsingfors. Öns area är 2,4 hektar och dess största längd är 260 meter i öst-västlig riktning.